# Simiskina binotata
Simiskina binotata är en fjärilsart som beskrevs av Hans Fruhstorfer 1914. Simiskina binotata ingår i släktet Simiskina och familjen juvelvingar. Inga underarter finns listade i Catalogue of Life.